# Tove Maës
Tove Rønnenkamp Maës (* 30. April 1921 in Kopenhagen; † 31. Dezember 2010 in Gentofte) war eine dänische Schauspielerin.

## Leben
Tove Maës war die Tochter eines Notars. Ihre schauspielerische Laufbahn begann sie 1942 am Odense Teater, wo sie am 23. Oktober als „Ellen“ in Gustav Wieds Skærmydsler debütierte. Dem Ensemble gehörte sie bis 1944 an. Von 1944 bis 1946 besuchte sie die Schauspielschule des Königlichen Theaters in Kopenhagen.
Den Durchbruch bedeutete 1948 ihre Rolle als „Laura“ in Die Glasmenagerie. Von 1963 bis 1966 trat sie am Aarhus Teater auf. Daneben übernahm sie Rollen an weiteren Bühnen sowie dem Tourneetheater Det Danske Teater. Sie wirkte in mehr als 40 Kino- und Fernsehfilmen mit und trat in Revuen und in Kabaretts auf.
Von 1942 bis 1948 war sie mit dem Schauspieler, Regisseur und Drehbuchautor Carl Ottosen verheiratet. Die Ehe blieb kinderlos. 1953 heiratete sie Jesper Gottschalck, mit dem sie einen Sohn hatte.

## Filmografie (Auswahl)
- 1946: Billetmrk.
- 1946: Ditte – ein Menschenkind (Ditte Menneskebarn)
- 1947: Verflixte Rangen (De pokkers unger)
- 1950: Die roten Pferde (De røde heste)
- 1954: Himlen er blå
- 1956: Flintesønnerne
- 1957: In letzter Minute (Hidden Fear)
- 1962: Det stod i avisen
- 1965: Ich, eine Frau (Jeg – en kvinde)
- 1966: Ich, ein Liebhaber? (Jag – en älskare)
- 1967: Vergiß nicht, deine Frau zu küssen (Elsk din næste)
- 1969: Helle for Lykke
- 1970: Den røde rubin
- 1971: Det er nat med fru Knudsen
- 1973: Mig og mafiaen
- 1975: Nehmen Sie es wie ein Mann, Madame! (Ta' det som en mand frue)
- 1979: Die Leute von Korsbaek (4 Folgen)
- 1982: Felix
- 1987: Hip hip hurra
- 1989: Tanzen mit Regitze (Dansen med Regitze)
- 1990: Manden der ville være skyldig
- 1994: Bryllupsfotografen

## Auszeichnungen
- 1954: Bodilpreis, benannt nach den Schauspielerinnen Bodil Ipsen und Bodil Kjer für ihre Rolle in Himlen er blå
- 1971: Bodilpreis für die beste weibliche Hauptrolle in Det er nat med fru Knudsen und 1984 für Felix.
- 1975: Mathildeprisen von Dansk Kvindesamfund
- 1984: Bodilpreis für Felix